# 8785 Boltwood
A 8785 Boltwood (ideiglenes jelöléssel 1978 RR1) a Naprendszer kisbolygóövében található aszteroida. Nyikolaj Sztyepanovics Csernih fedezte fel 1978. szeptember 5-én.